# Elias Atmatsidis
Elias Atmatsidis (grec: Ηλίας Ατματσίδης; 24 d'abril de 1969) és un exfutbolista grec de la dècada de 1990.
Fou 47 cops internacional amb la selecció grega. Pel que fa a clubs, defensà els colors de AEK Atenes FC i PAOK Thessaloniki.

## Palmarès
AEK Atenes
- Lliga grega de futbol: 1993, 1994
- Copa grega de futbol: 1996, 1997, 2000, 2002
- Supercopa grega de futbol: 1996

PAOK Thessaloniki
- Copa grega de futbol: 2003